# Дятел білокрилий
Дятел білокрилий (Dendrocopos leucopterus) — птах родини дятлових. Поширений у Середній Азії, Джунгарії і Кашгарії. Населяє прирічкові тугайні зарості, гаї з тополі євфратської, саксаульники поміж пустельними просторами. Біля населених пунктів оселяється у змішаних насадженнях з горіхових і фруктових дерев. Має схожість з більш відомим і поширеним дятлом звичайним і, на думку ряду фахівців, можливо є одним з його підвидів. Веде відокремлений спосіб життя на чітко визначеній території, відстань між гніздами становить мінімум 300—500 м.

## Опис
Розміри і пропорції подібні до пропорцій дятла звичайного. Довжина 22-24 см, маса близько 70 г. Дзьоб середньої довжини, прямий, на кінці має форму долота. В оперенні основні відмінні риси — досить великі білі плями на лопатках і крилах, черево і підхвістя яскраво-червоні без бурих або інших відтінків. На лобі також більше білого, ніж у великого строкатого дятла. В інших деталях оперення ці два види нічим не різняться.
За ступенем розвитку білого кольору на махових і рульових перах виділяють два підвиди: D. l. albipennis і D. l. jaxartensis. У першого складене крило виглядає переважно білим, на якому присутні невеликі чорні плями; білий домінує і на зовнішній парі рульових пер. На крилі другий раси чорний колір, хоч і незначно, але все ж превалює над білим, чорні смуги на зовнішніх рульових ширші.
Зазвичай негаласливий птах, але в шлюбний період більш крикливий. Основний крик — різке і уривчасте «кік», як у дятла звичайного.

## Поширення

### Ареал
Мозаїчно поширений і в цілому малочисленний вид, але місцями звичайний. Область поширення — Середня Азія, прилеглі райони північно-східного Афганістану і західного Китаю. На заході межа ареалу зі сходу огинає Аральське море і проходить через західний Узбой, на сході пролягає через хребет Богдошань (східний Тянь-Шань), озеро Лобнор і західний Куньлунь. Північна периферія ареалу знаходиться здебільшого в південному Казахстані: на північ до гирла Сирдар'ї, низин Чу і південного узбережжя Балхашу. На схід межа йде в Китай, де на півночі досягає хребтів Борохоро і Богдошань. На південь до підніжжя Копетдагу (можливо до північної околиці Хорасану), північного підніжжя Паропамізу, північного підніжжя Гіндукушу, північного підніжжя західного Куньлуню, північного підніжжя хребта Алтинтаг .

### Місця оселищ
Зустрічається лише там, де є деревна рослинність. Населяє рівнинні тугаї по берегах річок, кишлакові сади з горіховими і фруктовими деревами, гаї з домінуванням туранги євфратської, в Західному Памірі — верби. У пустельній місцевості зустрічається в заростях саксаулу зайсанського і саксаулу чорного (Haloxylon aphyllum). Звичайний у дельті Амудар'ї і долині Сирдар'ї, нерідко селиться в міських садах. У нижній течії Ілі гніздиться в тугаях з домішкою маслинки, верби і туранги єфратської. В горах населяє широколистяні ліси з домінуванням волоського горіха і фруктових дерев, іноді з домішкою ялини і ялівцю. Розповсюджений на рівнині, в долинах, на північних схилах Куньлуню зустрічається на висоті до 2500 м над рівнем моря.

## Розмноження
Як  інші строкаті дятли, розмноження починає наприкінці першого року життя. Шлюбне збудження, що супроводжується барабанним дробом, триває з середини лютого по червень. Для стуку вибирають не тільки традиційні сухі дерева, а часом і штучні споруди на зразок жердин антен. Гніздиться роздільними парами на відстані 300—500 метрів одна від одної. На невеликих острівцях лісу селиться, як правило, лише одна пара; на більших можуть бути сусідами дві пари на протилежних кінцях. Гніздо влаштовують у дуплах листяних порід дерев туранги євфратської, верби, абрикосового дерева, яблуні, шовковиці, в'яза, волоського горіха, саксаулу. У XIX столітті був відзначений випадок влаштування гнізда на схилі піщаного пагорба. Висота дупла може доходити до 10 м від рівня землі, але зазвичай не перевищує 2-2,5 метра. Загалом, білокрилий дятел гніздиться нижче, ніж деякі інші дятли. Глибина дупла 34-49 см, діаметр дупла 9,5-17 см. Льоток, як і горизонтальний переріз дупла, має злегка овальну форму; його діаметр (4,5-5) х (5-5,5) см. Найчастіше птахи довбають свіже дупло, але відомі випадки повернення до торішніх або дупел природного походження. В останньому випадку дно ніші і вічко розширюються до необхідного розміру. Будують обоє членів пари, проте ступінь їх участі вимагає додаткового вивчення. Яйця відкладають з кінця березня до кінця травня. У кладці 4-6, рідко 7 яєць. Яйця білі з гладкою блискучою шкаралупою, їх розміри: (22-27) х (17-22) мм. У разі втрати кладки самка відкладає яйця повторно. Насиджування з останнього яйця протягом 12-13 (за іншими даними, 13-14) днів, насиджують самець і самка. Пташенята з'являються на світ голими і безпорадними. Їх в рівній мірі вигодовують обоє батьків. Здатність до польоту з'являється у віці 20-21 день. Масовий виліт пташенят дуже розтягнутий у часі: в Казахстані в кінці червня в нижньому поясі гір і з 20-х чисел липня в поясі листяного лісу, в Киргизстані — в кінці липня, в Таджикистані — в третій декаді червня, в Туркменістані — в середині травня.

## Харчування
Раціон вивчений мало. Відомо, що в сезон розмноження дорослі птахи харчуються жуками й їх личинками, мурахами, зрідка молюсками. Пташенят вигодовують в основному личинками короїдів. В інший час птахи харчуються насінням, волоськими горіхами, м'якушем плодів фруктових дерев — яблуні, аличі та вишні. У пошуках їжі багато часу проводять на землі.